# Richard Robert Wallauschek
Richard Robert Wallauschek (Česká Třebová — 1962) foi um engenheiro eletrônico tcheco.
Foi professor do Instituto Tecnológico de Aeronáutica.